# 伊豆神社 (大津市)
伊豆神宮（いずじんじゃ）は、滋賀県大津市にある神社。旧社格は村社。

## 祭神
- 主祭神 - 大山祗命

## 歴史
当社は、寛平4年（892年）に比叡山延暦寺の法性坊尊意僧正が修行で滞在していた伊豆国三島に当地が似ていることから、尊意によって三嶋大社の伊豆大権現（大山祗命）が当地に勧請され、創建されたという。
また、本堅田が賀茂御祖神社の御厨であったことから、賀茂御祖神社から玉依姫命を勧請して神田神社も創建され、当社は伊豆神社と神田神社の両社殿よりなっていた。なお、当社の神紋の二葉葵は賀茂御祖神社のそれと同じである。
このように二神を祀った当社は堅田大宮と称され、湖上特権をもって繁栄し堅田全域の総鎮守として尊崇されてきた。
しかし、永禄12年（1569年）に兵火に罹って焼失し、天正年間（1573年 - 1592年）に伊豆神社のみが再建されている。
1876年（明治9年）に村社に列せられ、1921年（大正10年）には神饌幣帛料供進社に指定されている。
当社の北にはかつて堅田藩の堅田陣屋があった。

## 境内
- 本殿 - 一間社流造。
- 幣殿
- 中門
- 拝殿
- 伊豆神社の霊石 - ハート形の石で、「幸福を呼ぶ石」と呼ばれる。
- 神庫
- 神饌所
- 絵馬殿
- 社務所

### 摂末社
- 神明社
- 樹下神社
- 天満神社
- 年丸稲荷社
- 境外社
  - 都久生須麻神社

## 所在地
- 滋賀県大津市本堅田1丁目19-26

## アクセス
- JR湖西線 堅田駅より徒歩約20分